# Linaria elegans
Linaria elegans é uma espécie de planta com flor pertencente à família Scrophulariaceae. 
A autoridade científica da espécie é Cav., tendo sido publicada em Descr. Pl. 338 (1803).

## Portugal
Trata-se de uma espécie presente no território português, nomeadamente em Portugal Continental.
Em termos de naturalidade é endémica da Península Ibérica.

## Protecção
Não se encontra protegida por legislação portuguesa ou da Comunidade Europeia.